# Lista över svenska kultur- och nöjespriser

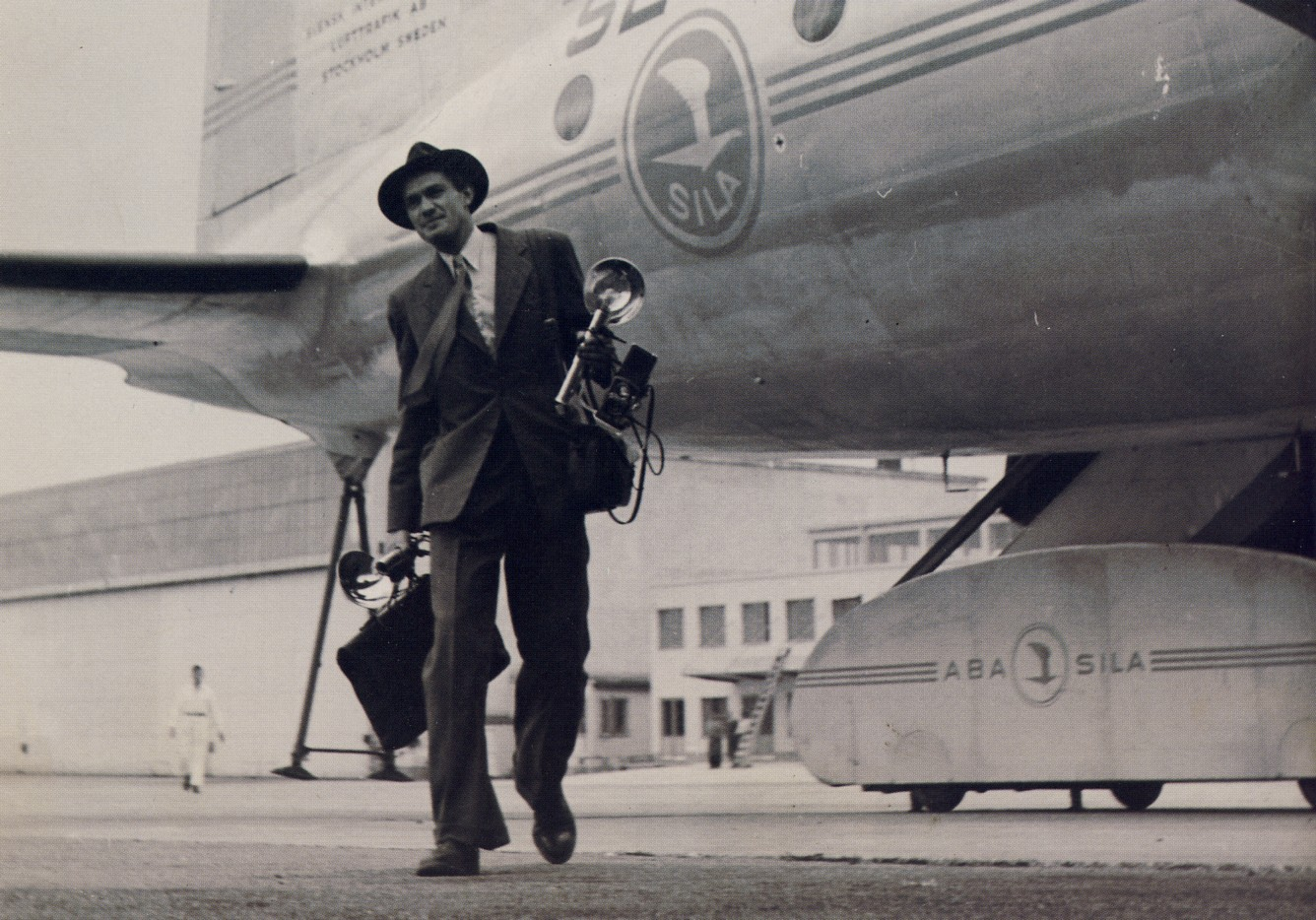
Hasselbladprisets första mottagare Lennart Nilsson. Bilden är från 1946, Lennart Nilsson fick priset 1980

Detta är en lista över svenska kultur- och nöjespriser som utdelas av en helt eller delvis svensk institution, av vilka en del också begränsas till svenska mottagare. Priser som bara ges inom ett mindre område listas separat. Listan är ej fullständig.

## Översikt
Lista över de ledande svenska kultur- och nöjespriserna inom respektive kategori. 
| Kategori     | Ledande pris           | Instiftat           | Utdelare                          |
| ------------ | ---------------------- | ------------------- | --------------------------------- |
| Skulptur     | Sergelpriset           | 1945                | Konstakademien                    |
| Arkitektur   | Kasper Salinpriset     | 1962                | Sveriges Arkitekter               |
| Film         | Guldbaggen             | 1964                | Svenska Filminstitutet            |
| TV           | Kristallen             | 2005                | Stiftelsen Det svenska tevepriset |
| Musik        | Grammis                | 1969                | Ifpi Sverige                      |
| Scenkonst    | Guldmasken             | 1987 (nedlagt 2009) | Stockholms privatteaterchefer     |
| Journalistik | Stora journalistpriset | 1966                | Bonniers AB                       |
| Litteratur   | Stora priset           | 1786                | Svenska Akademien                 |
| Radio        | Stora radiopriset      | 2001                | Radioakademin                     |

## Kulturpriser
- Sten A. Olssons kulturstipendium, delas ut av Stenastiftelsen
- Leninpriset till framstående kulturpersonligheter bekostas av Lasse Diding. Pristagaren har tidigare utsetts av Jan Myrdalsällskapet. Från 2018 deltar ej Jan Myrdalsällskapet i prisarbetet.
- Robespierrepriset till unga skribenter bekostas av Lasse Diding. Jan Myrdalsällskapet utsåg tidigare pristagaren, en ung skribent som verkade i Jan Myrdals anda. Från 2018 deltar ej Jan Myrdalsällskapet i prisarbetet.

## Arkitekturpriser
Se även Kategori:Arkitekturpriser i Sverige
- Kasper Salin-priset, byggnadspris som utdelas av Sveriges Arkitekter
- Sienapriset, landskapsarkitekturpris som utdelas av Sveriges Arkitekter

## Film- och tevepriser
Se även: Kategori:Svenska filmpriser
Se även: Kategori:Svenska TV-priser
- Guldbaggen, delas ut av Svenska Filminstitutet
- Kristallen, tevepris som delas ut av tevebranschen

## Fotopriser
- Hasselbladpriset, delas ut av Erna och Victor Hasselblads stiftelse
- Årets bild, pris för medlemmar i Pressfotografernas klubb (PFK)
- Lennart Nilsson-priset, delas ut av Karolinska institutet för Lennart Nilsson Foundation
- TT:s stora fotopris, delas ut av Scanpix
- Svenska Fotobokspriset, delas ut av Svenska Fotografers Förbund

## Bildkonstpriser
Se även: Kategori:Konstpriser och -stipendier i Sverige
- Carnegie Art Award, delas ut av investmentbanken Carnegie
- Sergelpriset, delas ut av Konstakademien
- Beckers konstnärsstipendium
- Maria Bonnier Dahlins stipendium